# Stefan I Bawarski
Stefan I (ur. 14 marca 1271 w Landshut; zm. 10 grudnia 1310 tamże) – książę Dolnej Bawarii w latach 1294–1310.
Stefan był najmłodszym dzieckiem księcia bawarskiego Henryka XIII i Elżbiety, córki króla Węgier Beli IV. Imię odziedziczył po rodzinie matki. Początkowo miał się poświęcić karierze duchownej. W 1290 kapituła salzburska wybrała go na arcybiskupa. Kuria Rzymska jednak nie życzyła sobie ani podporządkowania archidiecezji Wittelsbachom, ani młodego arcybiskupa. Mikołaj IV odmówił zatwierdzenia elekcji i mianował arcybiskupem Konrada von Fohnsdorf-Praitenfurt.
Latem 1295 Stefan wraz ze starszymi braćmi Ottonem III i Ludwikiem III (zm. 1296) objął rządy w Dolnej Bawarii. Podczas pobytu brata Ottona na Węgrzech w latach 1305–1308 panował samodzielnie. Toczył wojny z Albrechtem Habsburgiem, który był zaniepokojony możliwością objęcia przez Wittelsbachów tronu węgierskiego. Zmarł podczas wojny z synem Albrechta Fryderykiem Pięknym. Został pochowany w klasztorze Seligenthal.

## Rodzina
Stefan w 1297 ożenił się z Judytą świdnicką, córka księcia Bolka I. Z tego małżeństwa pochodziło pięcioro dzieci:
- Agnieszka, zakonnica w Seligenthal (ur. 1301; zm. 7 grudnia 1316)
- Beatrycze (ur. 1302; zm. 29 kwietnia 1360), poślubiła 1321 Henryka II von Görz (zm. 1323)
- Henryk XIV Bawarski (ur. 29 września 1305; zm. 1 września 1339), ożenił się 1328 z Małgorzatą Luksemburską (ur. 1313; zm. 1341)
- Elżbieta (ur. 1306; zm. 25 marca 1330), poślubiła 1325 Ottona Wesołego (ur. 1301; zm. 1339)
- Otton IV Bawarski (ur. 3 stycznia 1307; zm. 14 grudnia 1334), ożenił się 1324 z Richardą von Jülich (ur. 1314; zm. 1360)